# داميان بيريز
داميان بيريز (بالإسبانية: Damián Pérez) هو لاعب كرة قدم أرجنتيني في مركز الدفاع، ولد في 22 ديسمبر 1988 في لانوس في الأرجنتين. لعب مع أرسنال ساراندي وريال سبورتينغ خيخون وغودوي كروز وفيليز سارسفيلد.

## وصلات خارجية
- داميان بيريز على موقع قاعدة بيانات كرة القدم.إي يو (الإنجليزية)
- داميان بيريز على موقع Soccerway.com (الإنجليزية)
- داميان بيريز على موقع عالم كرة القدم.نت (الإنجليزية)
- داميان بيريز على موقع AS.com (الإسبانية)